# Taree
Taree – miejscowość w Australii, w stanie Nowa Południowa Walia, na wybrzeżu Mid North Coast, w odległości 310 km na północ od Sydney. Położona przy drodze Pacific Highway, nad rzeką Manning.